# سيرجيو مونيوث
سيرجيو مونيوث (بالإنجليزية: Sergio Munoz)‏ هو سياسي أمريكي، ولد في 5 مارس 1982. حزبياً، نشط في الحزب الديمقراطي. وقد انتخب عضو مجلس نواب تكساس.

## وصلات خارجية
- الموقع الرسمي